# River Deep - Mountain High
River Deep - Mountain High è un singolo del 1966 di Ike & Tina Turner. Il suo produttore, Phil Spector, considera il brano come il suo miglior lavoro, anche se alla sua uscita negli Stati Uniti, non ebbe particolare successo. Al contrario ebbe un ottimo riscontro in Europa, dove raggiunse la terza posizione nel Regno Unito. Fu ripubblicata nel 1969, ed è diventata una delle canzoni più celebri di Tina Turner.

## Descrizione
Il singolo fu una delle prime registrazioni che Ike & Tina Turner fecero per la Philles Records, l'etichetta del produttore Phil Spector. Spector era cosciente di come Ike Turner fosse abituato a comandare negli studi di registrazione, e per tale motivo gli fece firmare un particolare contratto: Il singolo River Deep - Mountain High e l'omonimo album sarebbero stati accreditati a "Ike & Tina Turner", ma ad Ike non sarebbe stato concesso entrare negli studi di registrazione, e soltanto la voce di Tina Turner sarebbe stata utilizzata nel disco.
Scritta da Spector, Jeff Barry, e Ellie Greenwich, River Deep - Mountain High mette a confronto l'amore di una donna con quello che una bambina sente per la propria bambola, o quella di un cucciolo che prova per il proprio padrone. Nel brano Tina Turner prometteva di amare il proprio uomo, così come amava la propria bambola, o come era amata dal cagnolino che aveva quando era bambina.
Quando finalmente il singolo e l'album furono pubblicati però non ottennero i consensi sperati. River Deep - Mountain High fu considerato "troppo nero per le radio bianche, ma troppo bianco per le radio nere". Conseguentemente il singolo non andò oltre all'ottantottesima posizione della Billboard Hot 100, e portando al fallimento l'etichetta di Phil Spector. Il singolo ebbe miglior fortuna nel Regno Unito, dove raggiunse la terza posizione dei singoli più venduti.
La rivista Rolling Stone ha posizionato il brano alla posizione 33 della classifica delle 500 migliori canzoni della storia.

## Cover
La prima cover del brano risale al 1967, e fu registrata da Harry Nilsson, nello stesso anno Iva Zanicchi interpretò una versione italiana Le montagne a cui seguì la versione dei Deep Purple per l'album The Book of Taliesyn del 1968 e quella di Eric Burdon & The Animals del 1969. Seguirono negli anni, The Shadows, The Bob Seger System, The Supremes & The Four Tops, Ashford & Simpson, The Saints, Erasure, The Flamin' Groovies, Annie Lennox, Neil Diamond, Céline Dion e Meat Loaf. Cronologicamente l'ultima cover del brano risale al 22 aprile 2008, ed è stata interpretata da Mary Wilson insieme al gruppo Human Nature. Una nuova cover è contenuta nell'episodio Duets di Glee (quarto episodio della seconda stagione), interpretata da Mercedes e Santana (Amber Riley e Naya Rivera), andato in onda il 12 ottobre 2010.